# Elise De Vliegher
Elise De Vliegher (Sint-Gillis-Waas, 10 mei 1974) is een Vlaams actrice en danseres.
Ze groeide op in Stekene en volgde les in het Onze Lieve Vrouw Presentatie in Sint-Niklaas. Naast theaterprojecten op school werd ze ook gestimuleerd door de lessen voordracht en theater van de plaatselijke Stedelijke Academie en cultuurworkshops in jeugdhuis De Eglantier.
Aan het Hoger Instituut voor Dans in Lier (sindsdien onderdeel geworden van het Koninklijk Conservatorium Antwerpen) volgde ze een opleiding moderne en klassieke dans en musical. Ze studeerde er af in 1995. Ze speelde en/of danste in een hele reeks producties van KJT, KNS Antwerpen, HETPALEIS, De Maan, Villanella, Air de Cie, het Raamtheater, Studio 100, Music Hall en de Kopergietery. Ze verwierf ook bekendheid als flamencodanseres; zo maakt ze deel uit van de flamencofanfaregroep La Guardia Flamenca.
De Vliegher speelde in de televisieseries Spoed, als Fatima El Khaoui, Uit het leven gegrepen: Kaat & Co, als Anouck, en Cordon. Daarnaast had ze gastrollen in Flikken, Aspe, W817 en Mega Mindy. In de korte film Viktor (2013) vertolkte ze een van de drie hoofdrollen. 
Ze maakte deel uit van het ensemble in de musical De Tovenaar van Oz (1998), een productie van Music Hall. 

## Filmografie
- Spoed (2002-2003) – Fatima El Khaoui (28 afleveringen)
- Uit het leven gegrepen: Kaat & Co (2004) – Anouck (? afleveringen)
- Viktor (korte film, 2013) – Fine
- Cordon (2014) – Moeder van Tyl (2 afleveringen)